# اوتیمولینو
اوتیمولینو (به لاتین: Uteymullino) یک منطقهٔ مسکونی در روسیه است که در باشقیرستان واقع شده‌است.